# Seznam angleških tenisačev
Seznam angleških tenisačev.

## A
- James Auckland
- Bunny Austin

## B
- Naiktha Bains
- Sue Barker
- Richard Bloomfield
- Katie Boulter
- Liam Broady
- Naomi Broady
- Jodie Burrage

## C
- Jan Choinski
- Jay Clarke
- Daniel Cox

## D
- Harriet Dart
- Jamie Delgado
- Lottie Dod
- Jack Draper
- Katy Dunne

## E
- Wilberforce Eaves
- Kyle Edmund
- Dan Evans

## F
- Arthur Fery
- Colin Fleming

## H
- Tim Henman
- Anne Hobbs
- Ross Hutchins

## J
- Francesca Jones

## K
- Sonay Kartal
- Anne Keothavong
- Brydan Klein
- Johanna Konta

## L
- George Loffhagen

## M
- Jonathan Marray
- Tara Moore
- Buster Mottram
- Samantha Murray

## N
- Cameron Norrie
- Betty Nuthall

## P
- Ryan Peniston
- Fred Perry

## R
- Emma Raducanu
- William Renshaw
- Laura  Robson
- Greg Rusedski

## S
- Ken Skupski
- Neal Skupski
- Daniel Smethurst
- Katie Swan

## T
- Gabriella Taylor

## W
- Virginia Wade
- James Ward
- Heather Watson
- Emily Webley-Smith
- Marcus Willis